# كابروني كا.5
كابروني كا.5 (بالإنجليزية: Caproni Ca.5)‏ هي طائرةٌ إيطاليَّة، صنعتها شركة كابروني للطائرات، وكان أول تحليقٍ لها في 1916.